# شوتا روستاولی
شُتا روسْتاوِلی (به گرجی: შოთა რუსთაველი) یکی از شاعران گرجی سدهٔ ۱۲ میلادی بود.
او را بزرگ‌ترین شاعر ادبیات کلاسیک غیر دینی گرجستان می‌دانند.
روستاولی نویسندهٔ حماسهٔ پلنگینه‌پوش (ვეფხისტყაოსანი: وِپْخیسْتْقائُسانی) است که حماسه ملی گرجستان می‌باشد.

## زندگی‌نامه
| |  |  |
| تصویر شوتا روستاولی بر روی دیوار کلیسایی در صومعه صلیب در بیت المقدس پیش و پس از خرابکاری بر روی آن در سال ۲۰۰۴. |  |  |

شوتا روستاولی برای گرجی‌ها به عنوان بزرگترین شاعر آنان محسوب می‌شود. در مورد خاستگاه او اطلاعات کمی وجود دارد، اما همان‌طور که چهاربیتی هشتم شعر دیده می‌شود، شاعر خود را به عنوان «روستاولی» (کسی اهل روستاوی) معرفی می‌کند. سرنخ‌های دیگر موجود در شعر اظهار می‌کنند که روستاولی یک تحصیل کردهٔ فرهیخته و همچنین یک نجیب زادهٔ والامقام در دربار بزرگترین پادشاه گرجستان، ملکه تامار بوده و شاهکار خود را - که بین سال‌های ۱۱۹۶ تا ۱۲۰۷ میلادی سروده بود - به ملکه تامار اهدا کرده‌است. در سال ۱۹۶۰، گروهی از تاریخدانان و باستانشناسان گرجی در اورشلیم یا همان بیت المقدس، تصویری از روستاولی را بر روی دیوارهای کلیسایی ساخته شده در قرن نهم میلادی پیدا کردند که نوشته‌ای به گرجی میانه تصویر مردی سالخورده را - که ریش‌های سفید و بلند و قبای روحانی و با شکوه به تن دارد - «شوتا روستاولی» معرفی می‌کند. تاریخدانان اظهار می‌کنند که روستاولی قبل از مرگش سفری زیارتی به بیت المقدس داشته‌است.

## پلنگینه‌پوش

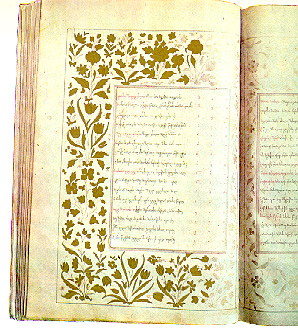
کتاب منظومهٔ پلنگینه‌پوش

منظومهٔ «پلنگینه‌پوش» یا «پهلوانِ در پوست پلنگ» قصیده‌ای است که روستاولی در آن، پیرامون آرمان‌های انسانگرایانه در قرون وسطی: عشق، دوستی، رشادت و ... می‌گوید. قهرمانان داستان شجاع، نوعدوست و بخشنده هستند. مکان وقوع اتفاقات داستان پلنگینه‌پوش منحصر به گرجستان نبوده و سرزمین‌های عربی، فلات ایران، شبه جزیرهٔ هندوستان و همچنین فلات تبت نیز در آن وجود دارند.
پلنگینه‌پوش اغلب به عنوان حماسهٔ منظوم ملی گرجی‌ها محسوب می‌شود. این سروده به سبب زبان و وجه نمایشی خود مورد تحسین فراوان کارشناسان ادبی می‌باشد. این اثر برای اولین بار در سال ۱۷۱۲ میلادی در تفلیس به چاپ رسید و تا کنون به ۵۰ زبان زندهٔ دنیا ترجمه شده‌است.
منظومهٔ پلنگینه‌پوش حاوی ۱٬۵۸۷ بند چهارپاره گون قافیه شده بوده و به وزن کلاسیک گرجی یعنی ابیات شانزده هجایی با ضرباهنگ درون مصراعی سروده شده‌است.
سرآغاز:
| რომელმან შექმნა სამყარო   |  | ძალითა მით ძლიერითა   |
| ზეგარდმოთ არსნი სულითა    |  | ყვნა ზეცით მონაბერითა |
| ჩვენ კაცთა მოგვცა ქვეყანა |  | გვაქვს უთვალავიფერითა |
| მისგან არს ყოვლი ხელმწიფე |  | სახითა მის მიერითა    |

آوانگاری لاتین سرآغاز:
| romelman šek'mna samqaro       |  | jalit'a mit' jlierit'a    |
| zegardmo arsni sulit'a         |  | qvna zec'it' monaberit'a  |
| č'ven kac't'a mogvc'a k'veqana |  | gvak'vs ut'valavip'erit'a |
| misgan ars qovel xelmcip'e     |  | saxit'a mis mierit'a      |

واج‌نویسی فارسی سرآغاز:
| رُ مِلْ مانْ شِکْمْ نا سامْ قا رُ     |  | دْزا لی تا میتْ دْزْلی اِ ری تا  |
| زِ گارْدْ مُ آرْسْ نی سو لی تا     |  | قْوْنا زِ تْسیتْ مُ نا بِ ری تا    |
| چْوِنْ کاتْسْ تا مُگْوْ تْسا کْوِ قا نا |  | گْواکْوْسْ اوتْ وا لا وی پِ ری تا |
| میسْ گانْ آرْسْ قُ وِلْ خِلْمْ تْسی پِ   |  | سا خی تا میسْ می اِ ری تا     |